# مرابض (الطويلة)

تعديل مصدري - تعديل

مرابض هي إحدى قرى عزلة القصبة بمديرية الطويلة التابعة لمحافظة المحويت، بلغ تعداد سكانها 599 نسمة حسب تعداد اليمن لعام 2004.